# WASP-12b
WASP-12b ist ein Exoplanet, der den Stern WASP-12 in 1,1 Tagen umrundet. Aufgrund seiner extrem kurzen Umlaufzeit eignet er sich für Untersuchungen mit Weltraumteleskopen.

## Eigenschaften
Der Planet hat 1,47 Jupitermassen und wird zu den Hot Jupiters gezählt. Er wurde 2008 im Rahmen des SuperWASP durch die Transitmethode entdeckt.

## Weitere Untersuchungen
Bei Beobachtungen mit landgestützten Teleskopen fiel eine hohe Konzentration von Kohlenstoff auf, die das Spitzer-Weltraumteleskop bestätigte. Der Planet könnte sogar im Kern aus Graphit oder Diamant bestehen. Auf seiner Oberfläche herrschen aufgrund der starken Gezeitenkräfte etwa 2600 K und der Planet ist wohl deswegen auch verformt.
In seiner Atmosphäre wurde Wasserdampf nachgewiesen.

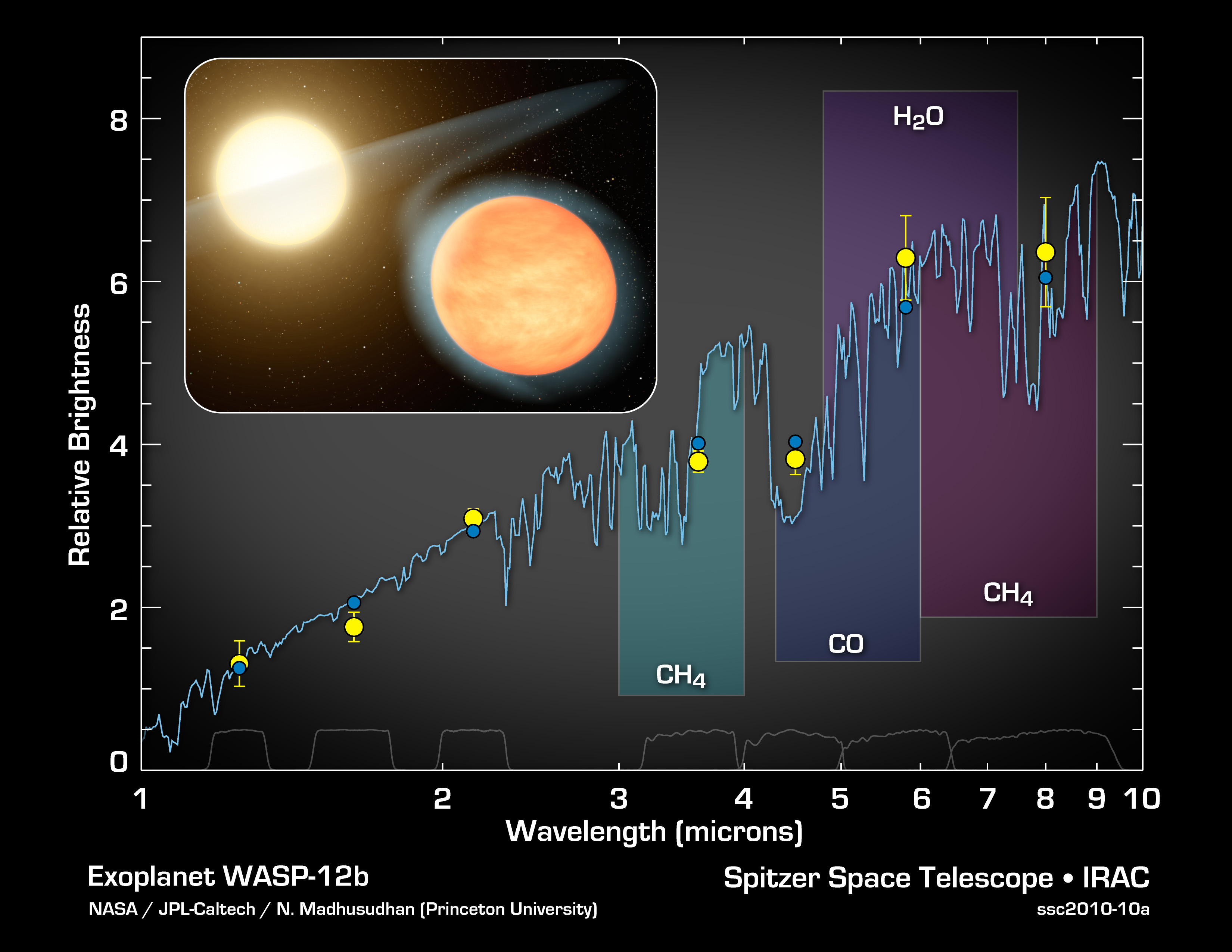
Spektrum von WASP-12b

Hubble beobachtete 2010, dass WASP-12b von seinem Stern verzehrt wird und in zehn Millionen Jahren verschlungen sein wird. Neueren Forschungen zufolge konnte die Verringerung des Bahnorbits nachgewiesen werden. Im Jahre 2022 kam eine Studie zum Schluss, dass sich die Umlaufzeit um etwa 30 ms pro Jahr verringert. Demnach wird der Planet in etwas über 3 Millionen Jahren mit dem Stern verschmelzen.
Im Jahre 2017 entdeckten Forscher bei weiteren Untersuchungen mit Hubble, dass der Planet zu den dunkelsten bekannten Objekten gehört: er ist dunkler als Asphalt.

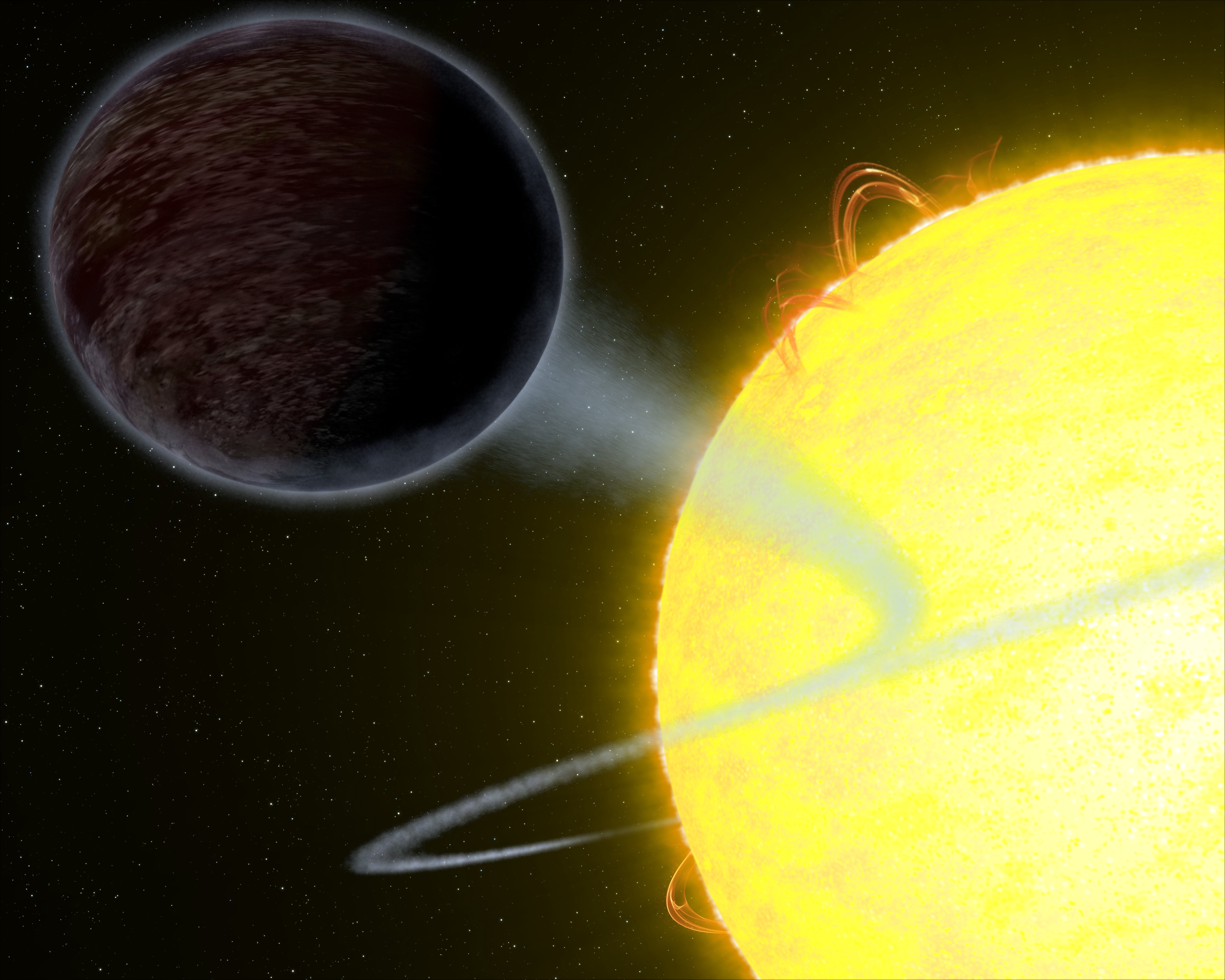
Künstlerische Darstellung der Dunkelheit des Planeten